# جسم غريب في الأنف
جسم غريب في الأنف (NFB) هي حالة وجود جسم غريب داخل الأنف. وقد تشمل الأعراض إفرازات كريهة الرائحة من أحد جانبي الأنف، وهي أكثر شيوعًا على الجانب الأيمن، ويمكن أن تشمل المضاعفات النزيف والعدوى والاستنشاق.
تشمل الأشياء التي تُوضع عادةً في الأنف الورق، والحصوات الصغيرة، والبقول، والبطاريات التي على شكل أقراص، كما تشمل عوامل الخطر الأمراض العقلية أو إعاقات النمو، وعادةً ما يتم التشخيص عن طريق فحص الأنف، و قد يلزم إجراء تصوير طبي أحيانًا.
يتمثل العلاج في إزالة الجسم الغريب، حيث يمكن القيام بذلك باستخدام منظار أنفي وملقط أو مسبار منحنٍ غير حاد. قد يكون من الفعّال أن يُطبق أحد الوالدين فمه على فم طفله وينفخ فيه، وقد يُساعد وضع فينيليفرين في الأنف، وكذلك التخدير الإجرائي.  عادةً لا تلزم الإزالة فورًا، إلا في حالة وجود بطاريات أو وضع مغناطيس في كل فتحة أنف.
الأجسام الغريبة في الأنف شائعة نسبيًا، وهي أكثر شيوعًا لدى الأطفال الذين تتراوح أعمارهم بين عامين وخمسة أعوام، كما أنها أكثر شيوعًا لدى الأولاد منها لدى البنات.

## روابط خارجية
- emDocs نسخة محفوظة 2020-11-24 على موقع واي باك مشين.
- Life in the Fastlane نسخة محفوظة 2021-04-16 على موقع واي باك مشين.
- Ng، Tian-Tee (2016). "20 ways of removing a nasal foreign body in the emergency department". Otorhinolaryngology-Head and Neck Surgery. ج. 1 ع. 1: 2–6. DOI:10.15761/OHNS.1000102.

قالب:RTT